# 拉罗什德拉姆
拉罗什德拉姆（法語：La Roche-de-Rame，法語發音：[la ʁɔʃ də ʁam]）是法国上阿尔卑斯省的一个市镇，位于该省东部偏北，属于布里扬松区。

## 地理
拉罗什德拉姆（44°45'0"N, 6°34'50"E）面积40.53 平方千米，位于法国普罗旺斯-阿尔卑斯-蓝色海岸大区上阿尔卑斯省，该省份为法国东南部内陆省份，北起萨瓦省，西北接伊泽尔省，西南接德龙省，南至上普罗旺斯阿尔卑斯省，东北部与意大利接壤。
与拉罗什德拉姆接壤的市镇（或旧市镇、城区）包括：拉让蒂耶尔-拉贝塞、阿尔维约、尚塞拉、弗雷西尼耶尔、圣克雷潘、圣马丹德凯里耶尔、维拉尔圣庞克拉斯。

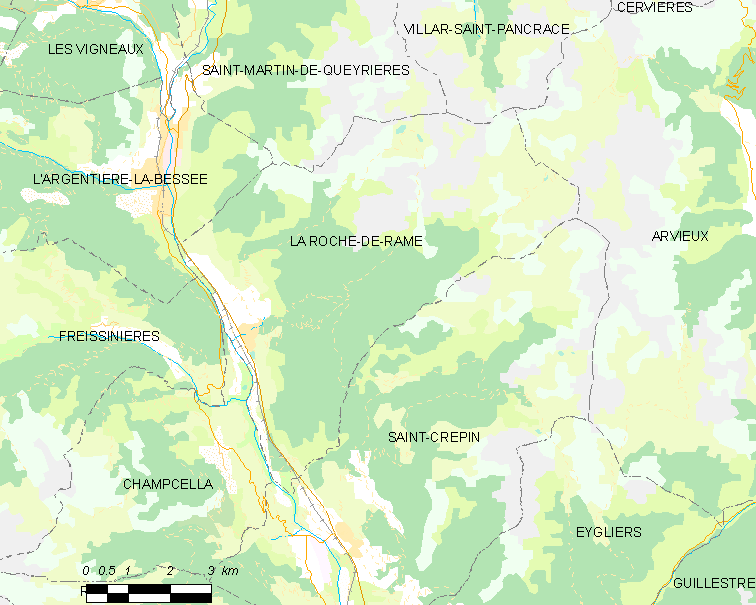
拉罗什德拉姆的OSM定位图

拉罗什德拉姆的时区为UTC+01:00、UTC+02:00（夏令时）。

## 行政
拉罗什德拉姆的邮政编码为05310，INSEE市镇编码为05122。

## 政治
拉罗什德拉姆所属的省级选区为拉让蒂耶尔-拉贝塞县。

## 人口

1962-2008年间拉罗什德拉姆人口变化图示

拉罗什德拉姆于2022年1月1日时的人口数量为896人。